# Der grosse Kanton
Der grosse Kanton ist ein satirisch-dokumentarischer Kinofilm von Viktor Giacobbo. Kinostart in der Schweiz war der 16. Mai, in Deutschland der 16. Juli 2014. 
Die Handlung des Films basiert auf der Erörterung der Idee, die Bundesrepublik Deutschland als 27. Kanton an die Schweizerische Eidgenossenschaft anzuschliessen. Historische und aktuelle Fakten bilden den Rahmen, in dem 26 prominente Persönlichkeiten aus der Schweiz und aus Deutschland zu dieser Idee Stellung beziehen.
Für den neuen Kanton werden im Film unter anderem folgende Namen vorgeschlagen:
- Tütschino: Ein Kofferwort aus «tütsch» (Schweizerdeutsch für «deutsch») und «Ticino» (italienisch für «Tessin»), womit wohl auch auf die Andersartigkeit des Kantons Tessin mit seiner Amtssprache Italienisch und der südlichen Lage gezielt wird, zu der der «grosse Kanton» den Gegenpol bilden würde.
- Mercedes: Soll wohl die Stärke der deutschen Automobilbauer als Kern der kantonalen Identität definieren.
- Prolothurn: Ein Kofferwort aus «Prolo» (Prolet) und «Solothurn», das abzielt auf das, dem Klischee nach, gelegentlich laute und rüpelhafte Wesen der Deutschen im Vergleich zu den Schweizern. Der Bezug zum Kanton Solothurn bleibt unklar.
- Walhall.

Unabhängig vom vorgenannten Film wird der Ausdruck grosser Kanton in der Schweiz auch allgemein als scherzhafte Bezeichnung für Deutschland verwendet.